# Cyclopygidae
A Cyclopygidae a háromkaréjú ősrákok (Trilobita) osztályának az Asaphida rendjébe, ezen belül a Cyclopygoidea öregcsaládjába tartozó család.

## Rendszerezés
A családba az alábbi nemek tartoznak:
- Amicus
- Aspidaeglina
- Circulocrania
- Cyclopyge
- Degamella
- Ellipsotaphrus
- Emmrichops
- Gastropolus
- Girvanopyge
- Heterocyclopyge
- Microparia
- Novakella
- Paramicroparia
- Phylacops
- Pricyclopyge
- Prospectatrix
- Psilacella
- Sagavia
- Symphysops
- Quadratapyge
- Waldminia
- Xenocyclopyge